# Kefir

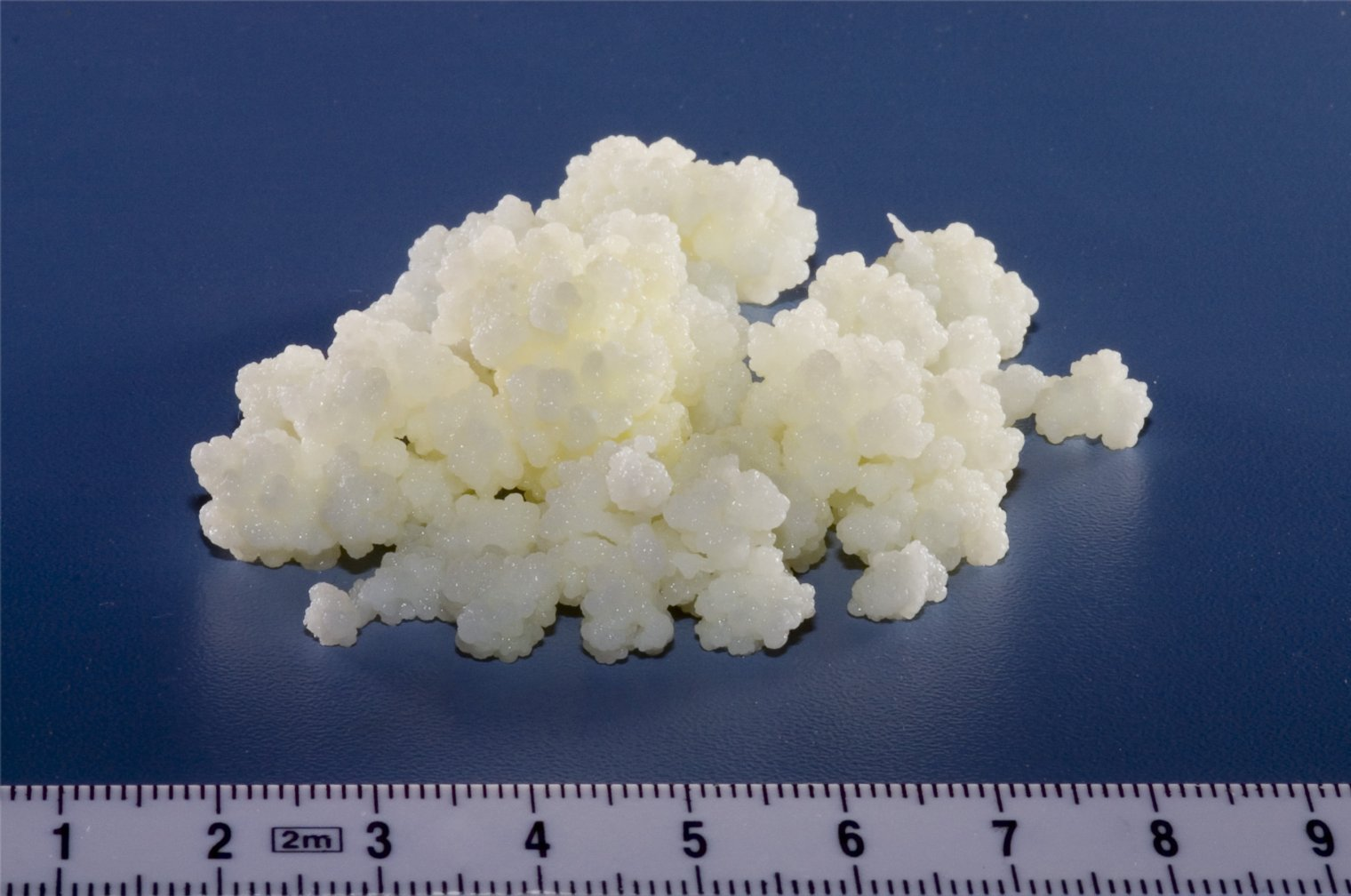
Grani di kefir (kefiran)

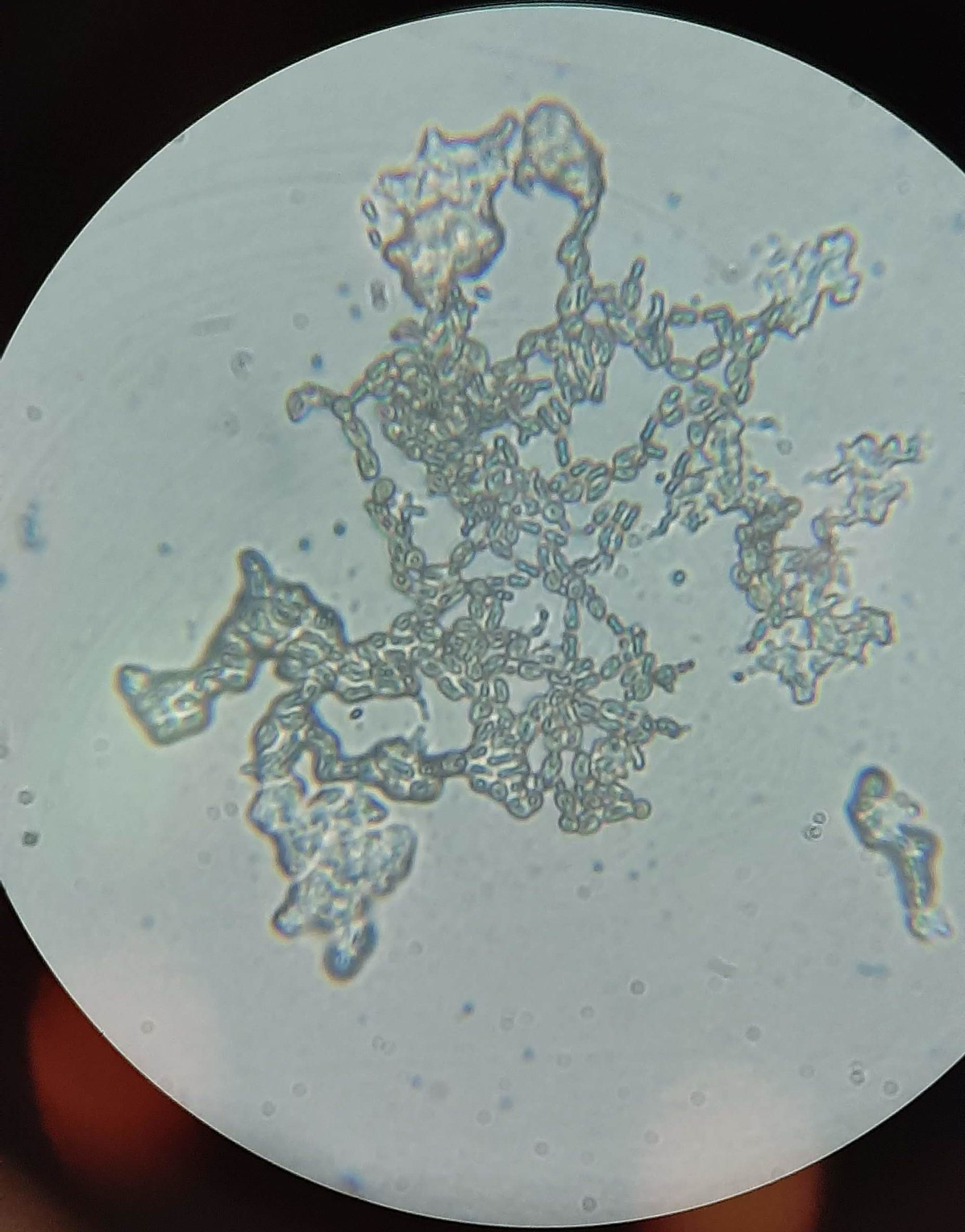
Kefir al microscopio

Il kefir o chefir (IPA: /kɛ'fir/ o /'kefir/, dal turco keyif che significa delizia o dal russo "кефи́р") è una bevanda ottenuta dalla fermentazione del latte. Se minimamente processato, è ricco di fermenti lattici e dunque di probiotici. Originario del Caucaso, è tuttora molto popolare nell'ex Unione Sovietica.
Contiene circa lo 0,8% di acido lattico ed ha un gusto fresco; a seconda delle diverse modalità di fermentazione il kefir può avere un piccolo contenuto di CO2 e di alcol dovuti entrambi ai processi fermentativi dei lieviti. Si prepara con latte fresco (di pecora, capra o vacca) e fermenti o granuli di kefir, formati da un polisaccaride chiamato kefiran che ospita colonie di batteri in prevalenza mesofili e lieviti in associazione simbiotica. I fermenti del kefir di latte non sono adatti per fermentare gli zuccheri contenuti in altre sospensioni liquide, come le bevande di soia e riso o soluzioni di acqua e zucchero; a questo scopo si usano i grani di kefir d'acqua.

## Storia, origine, testimonianze ed etimologia
L'uso del latte fermentato è antichissimo, ve ne sono testimonianze nella Genesi, ma nessuna fonte parla esplicitamente del kefir.
Il ritrovamento più antico della bevanda kefir è stato effettuato nelle tombe del Complesso delle tombe di Xiaohe, una necropoli dell'Età del Bronzo nella regione autonoma dello Xinjiang, risalenti a 3.600 anni fa.
Secondo la leggenda, Maometto donò i primi grani di kefir agli antenati dei montanari del Caucaso, che per questa ragione li chiamarono “miglio del profeta”. In realtà è difficile stabilire in che modo fu ottenuta la miscela di microorganismi che compone i granuli di kefir.
Una bevanda simile è menzionata nel Milione di Marco Polo che afferma di aver incontrato durante il suo viaggio verso la Cina popolazioni caucasiche che consumavano chemmisi, una bevanda leggermente alcolica ottenuta dalla fermentazione di latte di giumenta. Sicuramente Maometto fu uomo da molteplici contatti sia in tutta la fascia che va dalla Turchia, passando per persia e Caucaso fino ai paesi dell'Asia centrale dove proprio il clima delle regioni ha portato gli abitanti a consumare questa bevanda, ma quasi sicuramente non dallo stesso ceppo di kefirian.
Recenti studi hanno dimostrato che è possibile ottenere i kefiran (grani di kefir) inoculando flora batterica dello stomaco di capra nel latte contenuto in un otre di cuoio e sostituendo giornalmente metà del latte con latte fresco; dopo una decina di settimane si formano granuli di kefir.
Il kefir veniva preparato con il latte di vacca, pecora o capra. Tradizionalmente si metteva in otri di pelle e lo si sostituiva con latte fresco, per cui la fermentazione avveniva continuamente.
La tradizione usa il kefir per curare le enteriti e a volte la tubercolosi. In epoca moderna fu il Premio Nobel per la medicina Il'ja Il'ič Mečnikov ad interessarsi al kefir e a studiarne i ceppi batterici, convinto che fosse uno dei motivi della longevità delle popolazioni caucasiche grazie alla presenza di acido lattico che terrebbe a bada la proliferazione batterica nell'intestino.

## Descrizione

### Preparazione

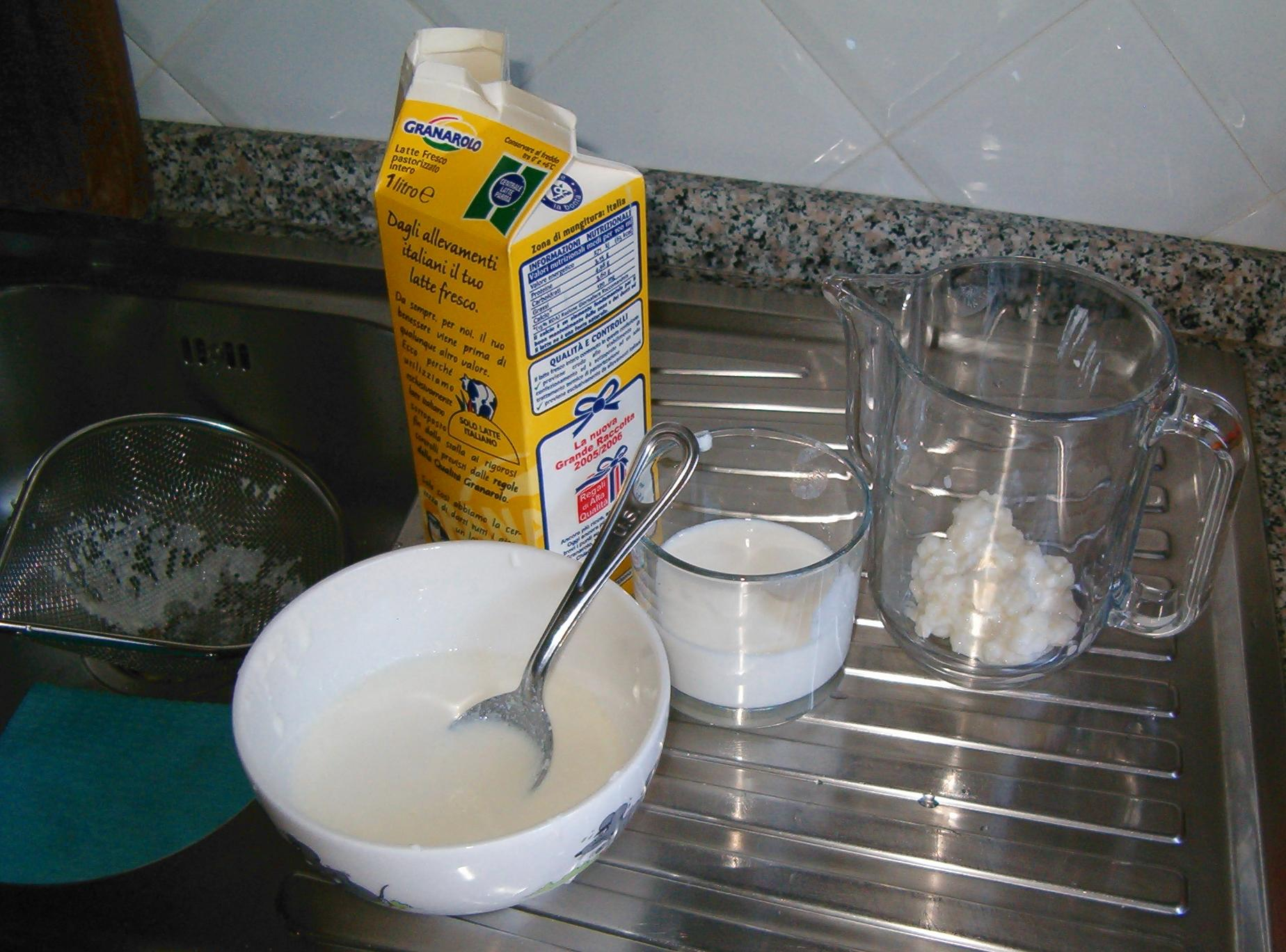
Preparazione del kefir: kefiran pronto per una nuova fermentazione e kefir appena filtrato

La preparazione del kefir necessita dell'inoculazione del latte con i fermenti omonimi, un'associazione di batteri e di lieviti residenti in strutture costituite da un polisaccaride, il kefiran, prodotto dai batteri stessi.
I microorganismi si moltiplicano nel latte compiendo il processo fermentativo che impiega diverse specie di lieviti e di fermenti lattici. Si tratta di una fermentazione prevalentemente lattica, ma in parte anche alcolica (alcuni lieviti trasformano lo zucchero in alcool e in anidride carbonica).
Nella preparazione domestica i granuli vengono recuperati e riutilizzati per le successive fermentazioni. Si aggiungono i fermenti al latte (freddo o a temperatura ambiente, comunque non troppo caldo) e si lascia fermentare da 24 a 48 ore a circa 20 °C mescolandolo di tanto in tanto. Si può usare il latte fresco pastorizzato o il latte a lunga conservazione. Il kefir fatto in casa può avere una leggera gradazione alcolica (fino a 1 grado), mentre alcuni prodotti industriali non presentano questa caratteristica grazie a specifici metodi produttivi. Se non viene consumato subito, il kefir deve essere messo in frigorifero, dove si conserva senza problemi per oltre una settimana; nel caso si lasci fermentare oltre diventa troppo acido e prende un gusto piccante.

### Benefici per la salute
Il kefir manifesta numerose qualità, grazie all'attività dei batteri probiotici:
- Contribuisce alla formazione di anticorpi.
- Riequilibra il microbiota.
- Può essere consumato da persone con bassa tolleranza al lattosio in quanto il kefiran, cibandosene, ne riduce il contenuto[5][6][7], che rimane tuttavia significativo, inferiore solo del 20–30% rispetto al latte di partenza[8]. I latticini fermentati, tra cui il kefir, hanno i tempi di transito nell'apparato digerente più lunghi del latte, il che può migliorare ulteriormente la digestione del lattosio[9].

## L'effetto dei probiotici nel kefir
Sono stati dimostrati effetti del kefir minimamente processato su vari aspetti della salute umana: svolge un'azione antibatterica; migliora significativamente l'assorbimento del calcio con il conseguente aumento della densità del tessuto osseo, provato da studi randomizzati controllati condotti su 40 pazienti che soffrono di osteoporosi. Favorisce la digestione e riduce l'intolleranza al lattosio negli adulti. I test in vitro e sugli animali rilevano la stimolazione del sistema immunitario, l'abbassamento del colesterolo, proprietà antiallergiche e antinfiammatorie.
Il kefir contiene una quantità notevole di proteine, vitamine B2 e B12, fosforo, calcio e vitamina D.
Un altro pregio del kefir è l'alta qualità e quantità di aminoacidi che contribuiscono all'eliminazione dei microrganismi patogeni dalla microflora intestinale.
Altri alimenti fermentati che contengono probiotici sono lo yogurt greco minimamente processato,il miso, il tempeh, il kimchi, il natto, il tofu specificatamente fermentato (come quello puzzolente) e il Parmigiano Reggiano DOP.